# イケル・アルバレス
イケル・アルバレス・デ・エウラテ・モルネ（Iker Álvarez de Eulate Molné、2001年7月25日 - ）は、アンドラ・ラ・ベリャ出身のサッカー選手。ビジャレアルCF B所属。ポジションはGK。アンドラ代表。

## クラブ経歴
Cチーム、Bチームを経て、2021年3月18日、UEFAヨーロッパリーグのFCディナモ・キーウ戦にて、トップチームであるビジャレアルCFのベンチ入りしたが、出番はなかった。

## 代表経歴
2021年3月28日、ポーランド代表との2022 FIFAワールドカップ・予選でアンドラ代表デビューを果たした。

## 人物
父親は元アンドラ代表で、GKでもあったコルド・アルバレス。